# Mamdouh Elssbiay
Mamdouh Mohammed Hassan Elssbiay (Baltim, Kafr el Sheij; 16 de septiembre de 1984), conocido como «Big Ramy», es un fisicoculturista egipcio, miembro oficial de la Federación Internacional de Fisicoculturismo (IFBB). Elssbiay reside en Kuwait. Según la crítica especializada, Elssbiay posee un «tamaño excepcional», en contraste con lo demás competidores.
Antes de dedicarse por completo al culturismo, Elssbiay trabajaba como pescador. Su debut como deportista profesional lo hizo en 2013, en el New York Pro Championship donde terminó en primera posición. Después de conseguir la Pro Card (carné de profesional), obtuvo un cupo al evento de culturistas más importante del mundo, el Mister Olympia, donde terminó en octavo lugar.
El 20 de diciembre de 2020 ganó el Mister Olympia, siendo de esta manera el primer egipcio y africano en vencer en esta competición. En 2017 terminó segundo en esta competición por detrás de Phil Heath, quien ostenta 7 títulos.

## Títulos
Trayectoria de Mamdouh Elssbiay:
| Año  | Evento                    | Lugar |
| ---- | ------------------------- | ----- |
| 2012 | Kuwait Golden Cup         | 1     |
| 2012 | Amateur Olympia           | 1     |
| 2013 | New York Pro Championship | 1     |
| 2013 | Mister Olympia            | 8     |
| 2014 | New York Pro Championship | 1     |
| 2014 | Mister Olympia            | 7     |
| 2015 | Arnold Classic Brasil     | 1     |
| 2015 | Mister Olympia            | 5     |
| 2015 | Arnold Classic Europe     | 4     |
| 2015 | EVLS Prague Pro           | 2     |
| 2016 | Mister Olympia            | 4     |
| 2016 | Arnold Classic Europe     | 2     |
| 2016 | IFBB Kuwait Pro           | 1     |
| 2016 | EVLS Prague Pro           | 2     |
| 2017 | Mister Olympia            | 2     |
| 2017 | Arnold Classic Europe     | 1     |
| 2020 | Mister Olympia            | 1     |
| 2021 | Mister Olympia            | 1     |